# Димитров, Бойко
Бо́йко Георги́ев Димитро́в (болг. Бойко Георгиев Димитров; 5 июня 1941, Плевен — 18 января 2025, София) — болгарский дипломат и политик, член Болгарской коммунистической партии (БКП) и её наследницы Болгарской социалистической партии (БСП). Занимал пост министра иностранных дел в правительствах Георгия Атанасова и Андрея Луканова (1989—1990).

## Биография
Бойко Димитров родился 5 июня 1941 года в Плевене и в раннем детстве остался сиротой. Его родители родители Коста Златарев и Мара Денчева, коммунистические деятели, были убиты в 1941—1944 годах. После переворота 9 сентября 1944 года он был усыновлён лидером БКП Георгием Димитровым. В 1963 году окончил Институт международных отношений в Москве, после чего работал в болгарском представительстве в ООН в Нью-Йорке (1964—1966). В 1967 году стал членом БКП и до 1968 года служил чиновником в Совете министров. С 1969 по 1974 год работал в Институте внешней политики и был главным редактором журнала «Международные отношения». В 1974—1978 годах служил в администрации ЦК БКП.
C 1978 до 1982 год Бойко Димитров был послом Болгарии в Гаване. В 1981 году стал членом ЦК БКП и после возвращения в Болгарию вновь стал работать в ЦК. После 17 ноября 1989 года, когда тогдашний министр иностранных дел Пётр Младенов стал председателем Государственного совета, его место занял Бойко Димитров. После переименования БКП он стал членом Высшего совета БСП. На должности главы МИД Димитров оставался до 1990 года.
Бойко Димитров дважды был женат, имел дочь, троих сыновей и пятерых внуков.
Бойко Димитров умер 18 января 2025 года в возрасте 83 лет.